# Wilhelm Vatke
George Carl Wilhelm Vatke ( 1849 - 1889) fue un botánico y explorador científico alemán.
Entre 1868 y 1876 recolecta especímenes de la flora europea con énfasis en Austria, Alemania; sur de África: Angola y Madagascar.

## Honores

### Eponimia
Género
- (Pedaliaceae) Vatkea (Gloxin) O.Hoffm.[1]

Especies
- (Boraginaceae) Echiochilon vatkei (Baker) I.M.Johnst.[2]

- (Campanulaceae) Siphocampylus vatkeanus Zahlbr.[3]

- (Cyperaceae) Ascolepis vatkeana Boeckeler ex C.B.Clarke[4]

- (Fabaceae) Millettia vatkei P.K.Lôc[5]

- (Flacourtiaceae) Homalium vatkeanum O.Hoffm.[6]

- (Oliniaceae) Plectronia vatkeana K.Schum. ex Engl.[7]

- (Orchidaceae) Holothrix vatkeana Rchb.f.[8]

- (Poaceae) Camusiella vatkeana (K.Schum.) Bosser[9]

- (Thymelaeaceae) Gnidia vatkeana Engl. & Gilg ex Gilg[10]

- (Thymelaeaceae) Lasiosiphon vatkei Engl.[11]

- La abreviatura «Vatke» se emplea para indicar a Wilhelm Vatke como autoridad en la descripción y clasificación científica de los vegetales.[12]